# Corny Ostermann
Corny Ostermann, geboren als Cornelius Andreas Oostermann (Linden, 18 september 1911 - ? ) was een Duitse drummer en orkestleider in de jazz en amusementsmuziek.
Ostermann leidde in het begin van de jaren dertig een kwartet, dat in de jaren daarna uitgroeide tot een tentet. Tot 1940 speelde hij hiermee in Berlijnse danslokalen en tot 1943 was het orkest ook actief als studio-orkest. Met zijn Elite-Tanzorchester nam hij talrijke platen op voor de platenlabels Kristall en Imperial. Nadat hij werd opgeroepen voor dienst in de Wehrmacht speelde hij in het orkest van Helmut Gardens. Over zijn lot tijdens de oorlog is niets bekend. In 1949 werd hij doodverklaard.

## Discografie
- Originalaufnahmen: 1938 bis 1943

- Gemeinsame Normdatei: 1061343367
- International Standard Name Identifier: 0000 0003 9977 0373
- Library of Congress Control Number: n2013002153
- MusicBrainz: 15f4b74a-d645-4575-becd-b78f4a5118a2
- Virtual International Authority File: 295042323
- WorldCat: E39PBJkTdq949KCHDRdbvCt9Xd